# The The

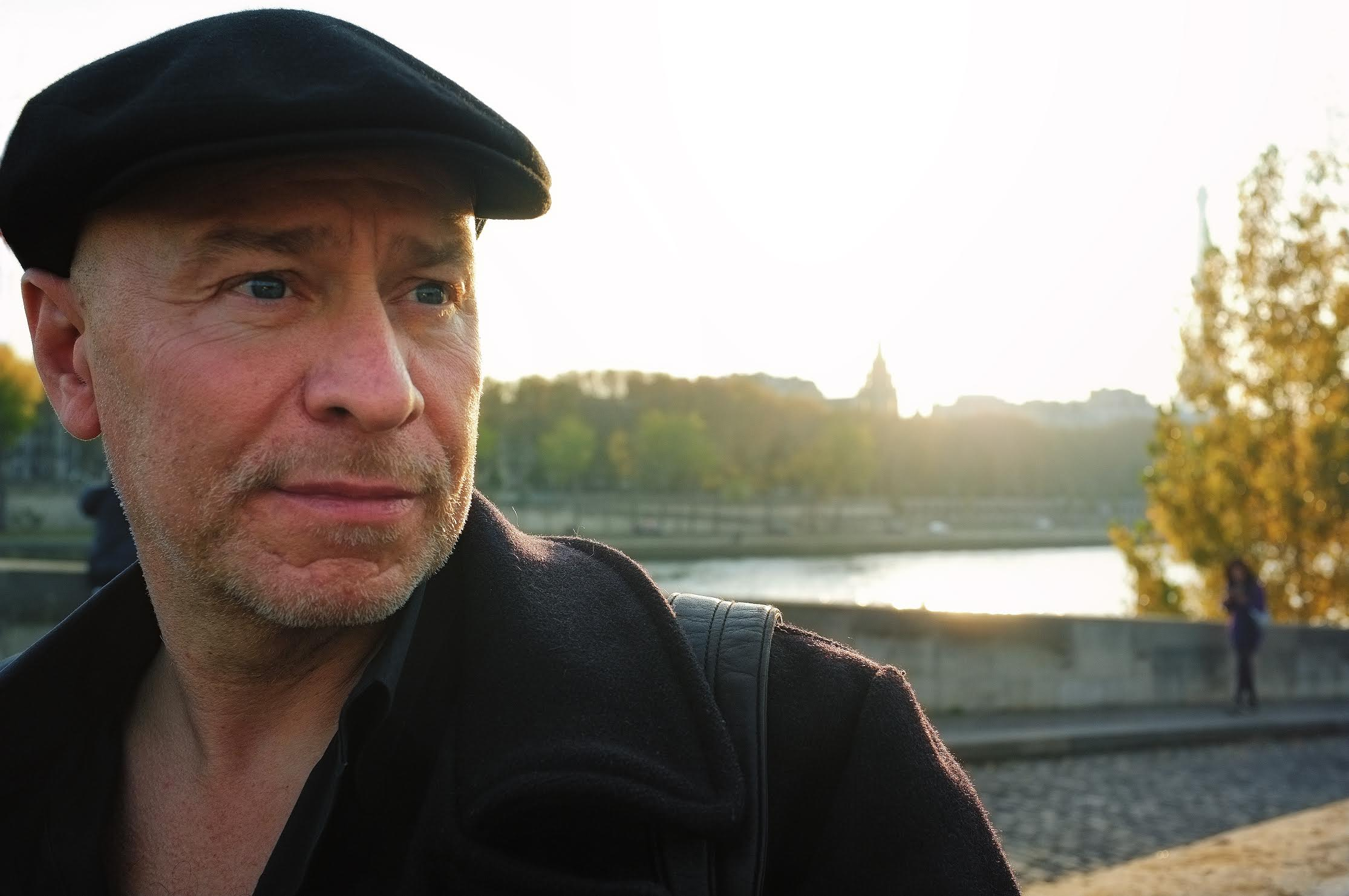
Matt Johnson (2015)

The The ist eine britische Rockband um den Sänger und Songschreiber Matt Johnson (* 15. August 1961). Eine exakte Stilrichtung der Band ist schwer auszumachen, es sind Elemente von Blues, New Wave und Underground enthalten. Großen Anteil am Erfolg der beiden Alben Infected (1986) und Mind Bomb (1989) hatte der britische Produzent Warne Livesey, der mit Matt Johnson eng befreundet ist.
Als bekannteste Stücke gelten This Is the Day, Infected und The Beat(en) Generation. Auf den Studioalben von Johnson, der kein Bandleader im üblichen Sinne ist, sondern immer wechselnde Musiker um sich versammelt, sind auch des Öfteren bekannte Gastmusiker wie Jools Holland bei Uncertain Smile (Album Soul Mining), Neneh Cherry bei Slow Train to Dawn (Album Infected) oder Sinéad O’Connor bei Kingdom of Rain (Album Mind Bomb) zu hören.

## Bandgeschichte
Das erste Line-Up bildete Johnson 1979 zusammen mit dem Keyboarder Keith Laws. Nachdem The The zunächst als Vorgruppe für Scritti Politti unterwegs war, veröffentlichten sie 1980 ihre erste Single Controversial Subject bei der Plattenfirma 4AD. Ein Jahr später steuerten sie einen Track zum Some Bizzare Album des gleichnamigen Labels bei.
1981 veröffentlichte Johnson das Album Burning Blue Soul, das sehr häufig als erstes The-The-Album angesehen wird, obwohl es de facto ein Solowerk von Matt Johnson war. Mitwirkende auf dem Album waren diverse
Musiker der englischen Underground-Szene, darunter auch verschiedene Mitglieder der Band Wire.
1982 war The The zu Johnsons Solo-Projekt geworden, das er jeweils mit verschiedenen Musikern ergänzte. In diesem Jahr wurde das Album The Pornography of Despair aufgenommen, das aber nie den Weg in die Plattenläden fand. 1983 veröffentlichte die Band ihr erstes „echtes“ Album Soul Mining, aus dem die Single This Is the Day ausgekoppelt wurde.
1986 erschien das nächste Album Infected, das einen Kommentar zum modernen urbanen Leben in Großbritannien darstellen sollte und die erste UK-Hitsingle Heartland lieferte. Als Gastmusikerin wirkte unter anderem Neneh Cherry mit. Das komplette Album wurde auch als Musikvideo veröffentlicht, mit dem Johnson als Einmann-Projekt auch auf Tour ging.
1989 erschien Mind Bomb, das sich durch seine eher „handwerklichen“ Klänge deutlich vom bisherigen The-The-Stil absetzte und aus dem die Hit-Single The Beaten Generation ausgekoppelt wurde. The The bestand zu dieser Zeit aus Johnson, dem Gitarristen Johnny Marr von The Smiths, dem Bassisten James Eller und dem ehemaligen ABC-Schlagzeuger David Palmer, die in dieser Gruppe auch erstmals als Band auf Tournee gingen.
1993 brachte The The noch in der gleichen Besetzung das eher bluesorientierte Album Dusk heraus, aus dem die drei UK-Hit-Singles Love Is Stronger than Death, Slow Emotion Replay und Dogs of Lust stammen. Das Album Hanky Panky aus dem Jahr 1995, eine Sammlung mit Coverversionen von Liedern des Country-Musikers Hank Williams, fiel bei der Kritik gnadenlos durch, lediglich die Single I Saw the Light erzielte in den UK einen Achtungserfolg. Zu diesem Zeitpunkt bestand die Band aus Johnson, dem Gitarristen Eric Schermerhorn, dem Keyboarder D. C. Collard, dem Mundharmonika-Spieler Jim Fitting und dem Schlagzeuger Brian MacLeod.
Das Album NakedSelf wurde im Jahr 2000 veröffentlicht und brachte eine Reihe von Änderungen mit sich: D. C. Collard hatte die Gruppe inzwischen verlassen, das Album erschien auf dem neuen Label „Nothing Records“, und Johnson hatte seinen Wohnsitz nach Chinatown, New York, verlegt. 2003 feierte Johnson das 20-jährige Bestehen von The The mit der Compilation 45RPM, die quasi eine Retrospektive des bisherigen The-The-Schaffens darstellt und zwei zusätzliche neue Stücke enthält.
Mittlerweile lebt Johnson wieder in London. Die einzigen neuen Veröffentlichungen seither waren eine Download-Single und zwei Soundtracks (Moonbug und Tony) auf eigenem Label, daneben hat Johnson einen Verlag gegründet, der u. a. ein autobiografisches Werk seines Vaters veröffentlichte. Im Jahr 2019 erschien nach der ausverkauften, limitierten Veröffentlichung von See Without Being Seen im Originalkassettenformat eine erweiterte CD-Version zusätzlich mit drei Bonustracks. 
Am 6. September 2024 erschien erstmals seit 1999 ein neues Studioalbum mit dem Namen Ensoulment. Dieses Album erschien wegen gesundheitlicher Probleme später als geplant. Der Grund hierfür waren insbesondere Johnsons Krankenhausaufenthalte im Jahr 2020 aufgrund einer Halsinfektion, die schwerwiegender verlief als erwartet. In dieser Zeit begann Johnson, seine Musik als „Morphium-Pop“ zu beschreiben, da sie ihm half, mit Schmerzen und Ängsten umzugehen. Mittlerweile sieht sich Johnson wieder als aktiv und gesund. Der Veröffentlichung schließt sich die The Ensouled World Tour an. Sie wird bis auf eine Ausnahme beim Konzert in Dublin, Irland keinen Support-Act haben, dafür aber aus zwei Sets bestehen, mit einer Pause dazwischen. Der erste Abschnitt wird das neue Album in seiner Gesamtheit sein. Nach einer Pause wird im zweiten Abschnitt eine retrospektive Zusammenstellung von Klassikern zu hören sein. Zwei Konzerte finden auch in Deutschland (Berlin und Köln) statt.

## Diskografie

### Studioalben
| Jahr | Titel             | Höchstplatzierung, Gesamtwochen, AuszeichnungChartplatzierungen (Jahr, Titel, Platzierungen, Wochen, Auszeichnungen, Anmerkungen) | Höchstplatzierung, Gesamtwochen, AuszeichnungChartplatzierungen (Jahr, Titel, Platzierungen, Wochen, Auszeichnungen, Anmerkungen) | Höchstplatzierung, Gesamtwochen, AuszeichnungChartplatzierungen (Jahr, Titel, Platzierungen, Wochen, Auszeichnungen, Anmerkungen) | Höchstplatzierung, Gesamtwochen, AuszeichnungChartplatzierungen (Jahr, Titel, Platzierungen, Wochen, Auszeichnungen, Anmerkungen) | Höchstplatzierung, Gesamtwochen, AuszeichnungChartplatzierungen (Jahr, Titel, Platzierungen, Wochen, Auszeichnungen, Anmerkungen) | Anmerkungen                             |
| Jahr | Titel             | DE | AT | CH | UK | US | Anmerkungen                             |
| ---- | ----------------- | --- | --- | --- | --- | --- | --------------------------------------- |
| 1981 | Burning Blue Soul | — | — | — | UK65 (1 Wo.)UK | — | Erstveröffentlichung: September 1981    |
| 1983 | Soul Mining       | — | — | — | UK27 Gold · (5 Wo.)UK | — | Erstveröffentlichung: Oktober 1983      |
| 1986 | Infected          | — | — | — | UK14 Gold · (30 Wo.)UK | US89 (18 Wo.)US | Erstveröffentlichung: November 1986     |
| 1989 | Mind Bomb         | DE24 (19 Wo.)DE | — | — | UK4 (9 Wo.)UK | US138 (12 Wo.)US | Erstveröffentlichung: Mai 1989          |
| 1993 | Dusk              | DE23 (11 Wo.)DE | AT28 (6 Wo.)AT | CH20 (6 Wo.)CH | UK2 (4 Wo.)UK | US142 (4 Wo.)US | Erstveröffentlichung: Januar 1993       |
| 1995 | Hanky Panky       | DE66 (7 Wo.)DE | — | CH50 (1 Wo.)CH | UK28 (2 Wo.)UK | — | Erstveröffentlichung: Februar 1995      |
| 2000 | NakedSelf         | DE80 (1 Wo.)DE | — | — | UK45 (1 Wo.)UK | — | Erstveröffentlichung: März 2000         |
| 2024 | Ensoulment        | DE11 (1 Wo.)DE | AT15 (1 Wo.)AT | CH54 (1 Wo.)CH | UK19 (1 Wo.)UK | — | Erstveröffentlichung: 6. September 2024 |

grau schraffiert: keine Chartdaten aus diesem Jahr verfügbar

### Kompilationen
| Jahr | Titel                                                | Höchstplatzierung, Gesamtwochen, AuszeichnungChartplatzierungen (Jahr, Titel, Platzierungen, Wochen, Auszeichnungen, Anmerkungen) | Höchstplatzierung, Gesamtwochen, AuszeichnungChartplatzierungen (Jahr, Titel, Platzierungen, Wochen, Auszeichnungen, Anmerkungen) | Höchstplatzierung, Gesamtwochen, AuszeichnungChartplatzierungen (Jahr, Titel, Platzierungen, Wochen, Auszeichnungen, Anmerkungen) | Höchstplatzierung, Gesamtwochen, AuszeichnungChartplatzierungen (Jahr, Titel, Platzierungen, Wochen, Auszeichnungen, Anmerkungen) | Höchstplatzierung, Gesamtwochen, AuszeichnungChartplatzierungen (Jahr, Titel, Platzierungen, Wochen, Auszeichnungen, Anmerkungen) | Anmerkungen                                                                                |
| Jahr | Titel                                                | DE | AT | CH | UK | US | Anmerkungen                                                                                |
| ---- | ---------------------------------------------------- | --- | --- | --- | --- | --- | ------------------------------------------------------------------------------------------ |
| 2002 | 45 RPM: The Singles of                               | — | — | — | UK60 (1 Wo.)UK | — | Erstveröffentlichung: Mai 2002                                                             |
| 2021 | The Comeback Special (Live at the Royal Albert Hall) | DE20 (1 Wo.)DE | — | — | UK41 (1 Wo.)UK | — | Erstveröffentlichung: 29. Oktober 2021 Live: als 3-LP-Box, 2-CD-Box und DVD-Box erhältlich |

Weitere Alben
- 1978: See Without Being Seen
- 1979: Spirits
- 1982: The Pornography of Despair
- 1993: Solitude
- 1997: Gun Sluts
- 2000: Karmic Gravity
- 2002: Film Music
- 2002: London Town Box Set
- 2007: The End of the Day
- 2019: See Without Being Seen (Expanded)

### Singles
| Jahr | Titel Album                                | Höchstplatzierung, Gesamtwochen, AuszeichnungChartplatzierungen (Jahr, Titel, Album, Platzierungen, Wochen, Auszeichnungen, Anmerkungen) | Höchstplatzierung, Gesamtwochen, AuszeichnungChartplatzierungen (Jahr, Titel, Album, Platzierungen, Wochen, Auszeichnungen, Anmerkungen) | Höchstplatzierung, Gesamtwochen, AuszeichnungChartplatzierungen (Jahr, Titel, Album, Platzierungen, Wochen, Auszeichnungen, Anmerkungen) | Höchstplatzierung, Gesamtwochen, AuszeichnungChartplatzierungen (Jahr, Titel, Album, Platzierungen, Wochen, Auszeichnungen, Anmerkungen) | Höchstplatzierung, Gesamtwochen, AuszeichnungChartplatzierungen (Jahr, Titel, Album, Platzierungen, Wochen, Auszeichnungen, Anmerkungen) | Anmerkungen                                          |
| Jahr | Titel Album                                | DE | AT | CH | UK | US | Anmerkungen                                          |
| ---- | ------------------------------------------ | --- | --- | --- | --- | --- | ---------------------------------------------------- |
| 1982 | Uncertain Smile Soul Mining                | — | — | — | UK68 (5 Wo.)UK | — | Erstveröffentlichung: Oktober 1982                   |
| 1983 | Perfect Soul Mining                        | — | — | — | UK79 (3 Wo.)UK | — | Erstveröffentlichung: Februar 1983                   |
| 1983 | This Is the Day Soul Mining                | — | — | — | UK71 Silber · (4 Wo.)UK | — | Erstveröffentlichung: September 1983                 |
| 1986 | Sweet Bird of Truth Infected               | — | — | — | UK55 (5 Wo.)UK | — | Erstveröffentlichung: Mai 1986                       |
| 1986 | Heartland Infected                         | — | — | — | UK29 (11 Wo.)UK | — | Erstveröffentlichung: Juli 1986                      |
| 1986 | Infected                                   | — | — | — | UK48 (8 Wo.)UK | — | Erstveröffentlichung: Oktober 1986                   |
| 1987 | Slow Train to Dawn Infected                | — | — | — | UK64 (3 Wo.)UK | — | Erstveröffentlichung: Januar 1987 feat. Neneh Cherry |
| 1989 | The Beat(en) Generation Mind Bomb          | DE82 (8 Wo.)DE | — | — | UK18 (5 Wo.)UK | — | Erstveröffentlichung: März 1989                      |
| 1989 | Gravitate to Me Mind Bomb                  | — | — | — | UK63 (4 Wo.)UK | — | Erstveröffentlichung: Juli 1989                      |
| 1989 | Armageddon Days Are Here (Again) Mind Bomb | — | — | — | UK70 (2 Wo.)UK | — | Erstveröffentlichung: September 1989                 |
| 1991 | Shades of Blue (EP) –                      | — | — | — | UK54 (2 Wo.)UK | — | Erstveröffentlichung: Februar 1991                   |
| 1993 | Dogs of Lust Dusk                          | — | — | — | UK25 (4 Wo.)UK | — | Erstveröffentlichung: Januar 1993                    |
| 1993 | Slow Emotion Replay Dusk                   | — | — | — | UK35 (3 Wo.)UK | — | Erstveröffentlichung: April 1993                     |
| 1993 | Love Is Stronger Than Death Dusk           | — | — | — | UK39 (3 Wo.)UK | — | Erstveröffentlichung: Juni 1993                      |
| 1994 | Dis-Infected (EP) –                        | — | — | — | UK17 (4 Wo.)UK | — | Erstveröffentlichung: Januar 1994                    |
| 1995 | I Saw the Light Hanky Panky                | — | — | — | UK31 (2 Wo.)UK | — | Erstveröffentlichung: Januar 1995                    |